# Буозеро (деревня)
Буозеро — деревня в Белозерском районе Вологодской области.
Входит в состав Гулинского сельского поселения, с точки зрения административно-территориального деления — в Гулинский сельсовет.
Расположена на берегу Буозера. Расстояние по автодороге до районного центра Белозерска — 48 км, до центра муниципального образования деревни Никоновская — 18 км. Ближайшие населённые пункты — Бакино, Горка-2, Паутово.
По переписи 2002 года население — 10 человек.
В селе расположены дома А. Петрова и П. Петрова — памятники архитектуры.